# ماکس براون
ماکس براون (انگلیسی: Max Braun؛ ۱۲ مارس ۱۸۸۳ – مهٔ ۱۹۶۷) ورزشکار رشته طناب‌کشی اهل ایالات متحده آمریکا بود.